# Peter Braem
Peter Braem (auch Brahm) (* im 17. Jahrhundert in Kleve; † 23. August 1662 in Mainz) war ein deutscher Jurist, Hochschullehrer und kurmainzischer Gesandter zu den Verhandlungen, die 1648 zum Westfälischen Frieden geführt haben.

## Leben
Peter Brahm war ein Sohn des Johannes Braem und dessen Ehefrau Irmgardis Mensing. Nach dem Studium der Rechtswissenschaften an der Universität zu Köln, das er 1644 als Doktor beider Rechte abschloss, wurde er am 22. November 1646 kaiserlicher Hofpfalzgraf in Preßburg.
1646 schickte ihn der Mainzer Kurfürst Anselm Kasimir zu den Verhandlungen nach Münster, die 1648 zum Westfälischen Frieden geführt haben.
Braem war Hochschullehrer an der Johannes Gutenberg-Universität Mainz und wurde 1661 Rektor.
Er war Vertreter des Bistums Worms im Fürstenrat.

## Ehrungen
Er erhielt das Reichsadelsdiplom am 10. Februar 1662 durch Kaiser Leopold I.